# 塞爾比和安斯蒂 (英國國會選區)
塞爾比和安斯蒂（英語：Selby and Ainsty），英國國會一郡選區，位於英格蘭約克郡-亨伯、北約克郡的南部，包括塞爾比區全部和哈羅蓋特區四個地方選區。
創設於2010年。保守黨的奈傑爾·亞當斯在2010年大選中以45.7%選票首次當選。